# 火烈乡
火烈乡，是中华人民共和国四川省凉山彝族自治州布拖县曾经下辖的一个乡。2021年1月12日，撤销火烈乡，原火烈乡地莫村所属行政区域为九都镇的行政区域；火烈村、菲土村、波日村、若普村、老真村、约呷村、益吉村、依作老哈村、坡吉村所属行政区域为乐安镇的行政区域。

## 行政区划
火烈乡撤销前下辖以下地区：
火烈村、老真村、若普村、波日村、约呷村、坡吉村、地莫村、益吉村、依作老哈村和菲土村。